# Бонсиньори (семья)
Бонсиньори (итал. Bonsignori) или Буонсиньори (итал. Buonsignori) — сиенский род, создавший «Большой стол» (итал. Gran Tavola) — крупнейшую финансовую организацию XIII века.
К началу XIII века семья владела домами, складами, мельницами в Сиене, а также землями и замками в контадо. Это давало гарантии при заключении сделок и позволило основателю дела — Бонсиньоре ди Бернардо — начать успешный бизнес. В 1203 году он вместе с другими сиенскими купцами основал первую зарегистрированную торговую компанию. Это компания поставляла соль в Сиену из Гроссето. Согласно сиенской хронике, в 1209 году была основана семейная компания Бонсиньори.
Быстрый взлёт компании начался около 1235 года, когда сыновья основателя — Бонифацио и Орландо — начали сотрудничество с Апостольской палатой — ведомством, управлявшим финансами Святого престола. Тогда, при понтификате Григория IX, и в дальнейшем Бонсиньори не только обменивали разнообразные деньги, которые поступали из многих стран в папскую казну, сводя их к единой валюте. Они также предоставляли папам срочные кредиты, получая в качестве компенсации право сбора десятины с удержанием причитающихся им сумм. При Иннокентии IV братья стали Campsores domini pape, то есть кассирами Святого Престола,
Компания быстро росла и к 1250-м годам достигла практически монопольного положения при папском дворе. После смерти Бонифацио в 1255 году Орландо остался её единственным главой. В 1260-е годы «Большой стол Бонсиньори» имеет представителей в Риме, Пизе, Болонье, Париже, Лондоне, на ярмарках Шампани, кредитует светских и церковных правителей Европы, частных лиц и города.
Оставаясь в эпицентре борьбы гвельфов и гибеллинов, Бонсиньори сотрудничают со всеми сторонами конфликта.
После битвы при Монтаперти 4 сентября 1260 года, когда сиенские гибеллины разбили флорентийских гвельфов — сторонников папы, на Сиену было наложен интердикт, больно ударивший по интересам местных предпринимателей. Санкции запрещали выплачивать долги любому сиенскому банкиру или торговцу. Однако уже в 1262 году Бонсиньори были исключены из санкционных списков, хотя Орландо лично участвовал в сражении. Курия, очевидно, не могла отказаться от услуг «Большого стола».
В 1266 году Бонсиньори финансируют высадку союзника папы — Карла Анжуйского, предоставив ему перед битвой при Беневенто ссуду в 20000 турских ливров.
«Большой стол» достиг вершины процветания к началу 1270-х годов. Однако, после смерти Орландо в 1273 году дела постепенно пошли на спад. Этому способствовало несколько факторов: раздоры между наследниками, растущая конкуренция других банкирских домов, особенно флорентийских, частая смена пап, предъявлявших всё новые требования. Вдобавок к этому начались трения с правительством Сиены. Конституционная реформа 1274 года потребовала исключения из правительства представителей знати, к которой отнесли и Бонсиньори. В 1281 году сиенские гибеллины во главе Никколо Бонсиньори (сыном Бонифацио) попытались совершить переворот. После провала мятежа гибеллины были изгнаны из города на пять лет.
Трудности привели к банкротству компании в 1298 году. Потеря доверия кредиторов вызвала лавинообразное изъятие депозитов. Компания пытается собрать деньги и расплатиться по своим долгам, её активы арестовывают и в Сиене, и за границей. В 1307 папа Климент V конфискует имущество компании в Англии. Король Франции Филипп Красивый захватывает сиенских купцов, требуя у города в качестве выкупа крупную сумму, которую сиенские купцы якобы должны ему. Для получения этих денег имущество компании в Сиене конфискуется. Ликвидация предприятия занимает много лет. Вплоть до середины XIV века наследники продолжали оплачивать долги фирмы.
Никколо Бонсиньори, вновь покинувший Сиену после кризиса 1298 года, примкнул к сторонникам Генриха VII Люксембургского. По прибытии последнего в Италию вошёл в круг его приближённых и занимал важные посты. В 1310 году был назначен викарием Асти, в 1311 году — викарием Милана. После смерти Генриха вернулся в Сиену.